# Ylivieska (Verwaltungsgemeinschaft)

Lage von Ylivieska

Die Verwaltungsgemeinschaft Ylivieska (finnisch Ylivieskan seutukunta) ist eine von sieben Verwaltungsgemeinschaften (seutukunta) in der finnischen Landschaft Nordösterbotten. Zu ihr gehören die namensgebende Stadt Ylivieska und deren Umland.
Zur Verwaltungsgemeinschaft Ylivieska gehören folgende sechs Städte und Gemeinden:
- Alavieska
- Kalajoki
- Merijärvi
- Oulainen
- Sievi
- Ylivieska